# Queendom (chương trình truyền hình)
Queendom (Hangul: 퀸덤, thường được viết cách điệu thành QUEENDOM) là một chương trình truyền hình thực tế sống còn của Hàn Quốc được phát sóng trên kênh truyền hình Mnet trong năm 2019. Đây là nơi để 6 nghệ sĩ nữ của K-pop cùng tranh tài với nhau bằng cách tất cả sẽ cùng nhau làm việc và cạnh tranh để phát hành sản phẩm ở cùng 1 thời điểm của cùng 1 ngày. Chương trình được phát sóng vào thứ năm hàng tuần, bắt đầu từ ngày 29 tháng 8 năm 2019 lúc 21h20 (KST).
Một cuộc họp báo ra mắt chương trình đã được tổ chức vào ngày 26 tháng 8 năm 2019.
Trong tập cuối cùng của chương trình, Mamamoo đã giành chiến thắng chung cuộc ở vị trí đầu tiên, trong khi Oh My Girl đứng ở vị trí thứ hai.

## Tổng quan
Chương trình sẽ là show sống còn diễn ra theo hình thức đối đầu comeback giữa 6 nghệ sĩ nữ xu hướng để xác định "ngôi vị số một thực sự" khi cả sáu nghệ sĩ phát hành bài hát của họ cùng một lúc.
Chương trình sẽ kéo dài trong 10 tuần, từ ngày 29 tháng 8 đến ngày 31 tháng 10 năm 2019. Đối với mỗi nghệ sĩ, họ sẽ trải qua 3 buổi trình diễn sơ bộ và 1 sân khấu trở lại trực tiếp. Singles comeback sẽ là những bài hát mới được các nghệ sĩ sản xuất và sẽ được phát hành cùng lúc vào ngày 24 tháng 10 năm 2019. Nghệ sĩ chiến thắng cuối cùng sẽ được quyết định vào ngày 31 tháng 10. Trong đó, nghệ sĩ chiến thắng sẽ được xác định thông qua số phiếu bình chọn trực tiếp, bình chọn trên mạng xã hội cũng như thành tích nhạc số vòng chung kết.

## Thể lệ chương trình
- Bảng xếp hạng chung cuộc của chương trình sẽ dựa trên 3 tiêu chí:
  1. Ba màn trình diễn sơ bộ (tổng cộng tối đa 35.000 điểm bao gồm: vòng 1 - 10.000 điểm, vòng 2 - 10.000 điểm, vòng 3 - 15.000 điểm)
  2. Thành tích nhạc số của singles comeback được tính từ thời điểm phát hành (tối đa 15.000 điểm)
  3. Số phiếu bình chọn trực tiếp tại sân khấu comeback trong vòng chung kết (tối đa 50.000 điểm)
- Nghệ sĩ chiến thắng chung cuộc sẽ có được một show comeback chỉ dành cho họ. Show comeback sẽ là nơi phát hành các bài hát mới và các bài hát hit khác của một nghệ sĩ, được sắp xếp theo cách họ muốn và thường chỉ có các nhóm nhạc nam vô cùng nổi tiếng mới có được. Show comeback sẽ được phát sóng trên Mnet và M2.[5]
- Đối với các màn trình diễn sơ bộ, nếu có một nghệ sĩ có tới 2 lần đứng thứ 6 liên tiếp, họ sẽ phải rời khỏi chương trình. Điều này được gọi là "Dishonored Step Down" (Hangul: 불명예 하차).

## Dẫn chương trình
- Lee Da-hee - "Queen" MC
- Jang Sung-kyu - "Dom" MC

## Thí sinh
- Park Bom
- AOA
- Mamamoo
- Lovelyz
- Oh My Girl
- (G)I-DLE

## Kết quả các vòng
| Vòng biểu diễn sơ bộ đầu tiên - Bài hát hit đại diện (Tập 1 và 2) | Vòng biểu diễn sơ bộ đầu tiên - Bài hát hit đại diện (Tập 1 và 2) | Vòng biểu diễn sơ bộ đầu tiên - Bài hát hit đại diện (Tập 1 và 2) | Vòng biểu diễn sơ bộ đầu tiên - Bài hát hit đại diện (Tập 1 và 2) | Vòng biểu diễn sơ bộ đầu tiên - Bài hát hit đại diện (Tập 1 và 2) | Vòng biểu diễn sơ bộ đầu tiên - Bài hát hit đại diện (Tập 1 và 2) |
| Thứ tự trình diễn                                                 | Nghệ sĩ                                                           | Bài hát                                                           | Điểm số                                                           | Xếp hạng                                                          | Chú thích                                                         |
| ----------------------------------------------------------------- | ----------------------------------------------------------------- | ----------------------------------------------------------------- | ----------------------------------------------------------------- | ----------------------------------------------------------------- | ----------------------------------------------------------------- |
| 1                                                                 | Mamamoo                                                           | Décalcomanie                                                      | Khán giả: 6,468 Đặc biệt: 0 Tự đánh giá: 715 Tổng cộng: 7,183     | 2                                                                 | —                                                                 |
| 2                                                                 | Park Bom                                                          | You and I                                                         | Khán giả: 3,808 Đặc biệt: 0 Tự đánh giá: 429 Tổng cộng: 4,237     | 5                                                                 | —                                                                 |
| 3                                                                 | Oh My Girl                                                        | Secret Garden (비밀정원)                                          | Khán giả: 6,100 Đặc biệt: 0 Tự đánh giá: 286 Tổng cộng: 6,386     | 3                                                                 | —                                                                 |
| 4                                                                 | (G)I-DLE                                                          | LATATA                                                            | Khán giả: 7,000 Đặc biệt: 2,000 Tự đánh giá: 858 Tổng cộng: 9,858 | 1                                                                 | —                                                                 |
| 5                                                                 | Lovelyz                                                           | Ah-Choo                                                           | Khán giả: 3,071 Đặc biệt: 0 Tự đánh giá: 572 Tổng cộng: 3,643     | 6                                                                 | —                                                                 |
| 6                                                                 | AOA                                                               | Miniskirt (짧은 치마)                                             | Khán giả: 3,726 Đặc biệt: 0 Tự đánh giá: 1,000 Tổng cộng: 4,726   | 4                                                                 | —                                                                 |

| Vòng biểu diễn sơ bộ lần 2 - Bài hát cover (Tập 3 và 4) | Vòng biểu diễn sơ bộ lần 2 - Bài hát cover (Tập 3 và 4) | Vòng biểu diễn sơ bộ lần 2 - Bài hát cover (Tập 3 và 4) | Vòng biểu diễn sơ bộ lần 2 - Bài hát cover (Tập 3 và 4) | Vòng biểu diễn sơ bộ lần 2 - Bài hát cover (Tập 3 và 4)             | Vòng biểu diễn sơ bộ lần 2 - Bài hát cover (Tập 3 và 4) | Vòng biểu diễn sơ bộ lần 2 - Bài hát cover (Tập 3 và 4) |
| Thứ tự trình diễn                                       | Nghệ sĩ                                                 | Bài hát                                                 | Nghệ sĩ gốc                                             | Điểm số                                                             | Xếp hạng                                                | Chú thích                                               |
| ------------------------------------------------------- | ------------------------------------------------------- | ------------------------------------------------------- | ------------------------------------------------------- | ------------------------------------------------------------------- | ------------------------------------------------------- | ------------------------------------------------------- |
| 1                                                       | Mamamoo                                                 | Good Luck                                               | AOA                                                     | Khán giả: 7,000 Đặc biệt: 0 Tự đánh giá: 667 Tổng cộng: 7,667       | 2                                                       | —                                                       |
| 2                                                       | AOA                                                     | Egotistic (너나 해)                                     | Mamamoo                                                 | Khán giả: 6,368 Đặc biệt: 0 Tự đánh giá: 556 Tổng cộng: 6,924       | 3                                                       | —                                                       |
| 3                                                       | Park Bom                                                | Hann (Alone) (한(一))                                   | (G)I-DLE                                                | Khán giả: 4,381 Đặc biệt: 0 Tự đánh giá: 556 Tổng cộng: 4,937       | 5                                                       | Khách mời biểu diễn đặc biệt: Cheetah                   |
| 4                                                       | Oh My Girl                                              | Destiny                                                 | Lovelyz                                                 | Khán giả: 6,955 Đặc biệt: 2,000 Tự đánh giá: 1,000 Tổng cộng: 9,955 | 1                                                       | —                                                       |
| 5                                                       | (G)I-DLE                                                | Fire                                                    | 2NE1                                                    | Khán giả: 4,246 Đặc biệt: 0 Tự đánh giá: 223 Tổng cộng: 4,469       | 6                                                       | —                                                       |
| 6                                                       | Lovelyz                                                 | Sixth Sense                                             | Brown Eyed Girls                                        | Khán giả: 4,652 Đặc biệt: 0 Tự đánh giá: 334 Tổng cộng: 4,986       | 4                                                       | —                                                       |

| Vòng biểu diễn sơ bộ lần 3 (phần 1) - Unit Round (Tập 7) | Vòng biểu diễn sơ bộ lần 3 (phần 1) - Unit Round (Tập 7) | Vòng biểu diễn sơ bộ lần 3 (phần 1) - Unit Round (Tập 7) | Vòng biểu diễn sơ bộ lần 3 (phần 1) - Unit Round (Tập 7) | Vòng biểu diễn sơ bộ lần 3 (phần 1) - Unit Round (Tập 7) | Vòng biểu diễn sơ bộ lần 3 (phần 1) - Unit Round (Tập 7) | Vòng biểu diễn sơ bộ lần 3 (phần 1) - Unit Round (Tập 7) | Vòng biểu diễn sơ bộ lần 3 (phần 1) - Unit Round (Tập 7) | Vòng biểu diễn sơ bộ lần 3 (phần 1) - Unit Round (Tập 7) |
| Thứ tự trình diễn                                        | Tên Unit                                                 | Thành viên                                               | Bài hát                                                  | Nghệ sĩ gốc                                              | Số phiếu bầu                                             | Điểm số                                                  | Xếp hạng                                                 | Chú thích                                                |
| Vocal Unit                                               | Vocal Unit                                               | Vocal Unit                                               | Vocal Unit                                               | Vocal Unit                                               | Vocal Unit                                               | Vocal Unit                                               | Vocal Unit                                               | Vocal Unit                                               |
| -------------------------------------------------------- | -------------------------------------------------------- | -------------------------------------------------------- | -------------------------------------------------------- | -------------------------------------------------------- | -------------------------------------------------------- | -------------------------------------------------------- | -------------------------------------------------------- | -------------------------------------------------------- |
| 1                                                        | Bom & Jjung (봄&쩡)                                      | Park Bom Hyojung (Oh My Girl)                            | Scarecrow (허수아비)                                     | Lee Hi                                                   | 124                                                      | 1,500                                                    | 2                                                        | —                                                        |
| 2                                                        | Ah Ah (아아)                                             | Hyejeong (AOA) Minnie ((G)I-DLE)                         | instagram                                                | Dean                                                     | 104                                                      | 500                                                      | 3                                                        | —                                                        |
| 3                                                        | 95 (구오)                                                | Hwasa (Mamamoo) Kei (Lovelyz)                            | Wish You Were Gay                                        | Billie Eilish                                            | 260                                                      | 2,500                                                    | 1                                                        | —                                                        |
| Performance Unit                                         |                                                          |                                                          |                                                          |                                                          |                                                          |                                                          |                                                          |                                                          |
| 1                                                        | Six Puzzle (식스 퍼즐)                                   | Yein (Lovelyz)                                           | Power                                                    | Little Mix                                               | 101                                                      | 2,296                                                    | 4                                                        | —                                                        |
| 2                                                        | Six Puzzle (식스 퍼즐)                                   | Soojin ((G)I-DLE)                                        | Power                                                    | Little Mix                                               | 104                                                      | 2,364                                                    | 3                                                        | —                                                        |
| 3                                                        | Six Puzzle (식스 퍼즐)                                   | Chanmi (AOA)                                             | Power                                                    | Little Mix                                               | 47                                                       | 1,068                                                    | 5                                                        | —                                                        |
| 4                                                        | Six Puzzle (식스 퍼즐)                                   | YooA (Oh My Girl)                                        | Power                                                    | Little Mix                                               | 110                                                      | 2,500                                                    | 1                                                        | —                                                        |
| 5                                                        | Six Puzzle (식스 퍼즐)                                   | Moonbyul (Mamamoo)                                       | Power                                                    | Little Mix                                               | 108                                                      | 2,455                                                    | 2                                                        | —                                                        |
| 6                                                        | Six Puzzle (식스 퍼즐)                                   | Eunji (Brave Girls)                                      | Power                                                    | Little Mix                                               | 19                                                       | 432                                                      | 6                                                        | —                                                        |

| Vòng biểu diễn sơ bộ lần 3 (phần 2) - Fan-dora's Box (Tập 8 và 9) | Vòng biểu diễn sơ bộ lần 3 (phần 2) - Fan-dora's Box (Tập 8 và 9) | Vòng biểu diễn sơ bộ lần 3 (phần 2) - Fan-dora's Box (Tập 8 và 9) | Vòng biểu diễn sơ bộ lần 3 (phần 2) - Fan-dora's Box (Tập 8 và 9) | Vòng biểu diễn sơ bộ lần 3 (phần 2) - Fan-dora's Box (Tập 8 và 9) | Vòng biểu diễn sơ bộ lần 3 (phần 2) - Fan-dora's Box (Tập 8 và 9) |
| Thứ tự trình diễn                                                 | Nghệ sĩ                                                           | Bài hát                                                           | Điểm số                                                           | Xếp hạng                                                          | Chú thích                                                         |
| ----------------------------------------------------------------- | ----------------------------------------------------------------- | ----------------------------------------------------------------- | ----------------------------------------------------------------- | ----------------------------------------------------------------- | ----------------------------------------------------------------- |
| 1                                                                 | (G)I-DLE                                                          | Put It Straight (싫다고 말해)                                     | Khán giả: 4,562 Đặc biệt: 0 Tự đánh giá: 858 Tổng cộng: 5,420     | 4                                                                 | —                                                                 |
| 2                                                                 | Mamamoo                                                           | I Miss You                                                        | Khán giả: 4,657 Đặc biệt: 0 Tự đánh giá: 1,000 Tổng cộng: 5,657   | 3                                                                 | —                                                                 |
| 3                                                                 | AOA                                                               | I'm Jelly Baby (질투 나요 BABY)                                   | Khán giả: 3,580 Đặc biệt: 0 Tự đánh giá: 429 Tổng cộng: 4,009     | 6                                                                 | —                                                                 |
| 3                                                                 | AOA                                                               | T4SA + Puss                                                       | Khán giả: 3,580 Đặc biệt: 0 Tự đánh giá: 429 Tổng cộng: 4,009     | 6                                                                 | Khách mời biểu diễn đặc biệt: Lee Seung-hyub (N.Flying)           |
| 4                                                                 | Oh My Girl                                                        | Twilight                                                          | Khán giả: 7,000 Đặc biệt: 0 Tự đánh giá: 572 Tổng cộng: 7,572     | 1                                                                 | —                                                                 |
| 5                                                                 | Lovelyz                                                           | Cameo                                                             | Khán giả: 3,136 Đặc biệt: 2,000 Tự đánh giá: 572 Tổng cộng: 5,708 | 2                                                                 | —                                                                 |
| 6                                                                 | Park Bom                                                          | Eyes, Nose, Lips (눈,코,입)                                       | Khán giả: 4,308 Đặc biệt: 0 Tự đánh giá: 858 Tổng cộng: 5,166     | 5                                                                 | Khách mời biểu diễn đặc biệt: Han Sun-chun                        |

| Vòng biểu diễn sơ bộ lần 3 | Vòng biểu diễn sơ bộ lần 3 | Vòng biểu diễn sơ bộ lần 3 |
| Xếp hạng                   | Nghệ sĩ                    | Tổng điểm số               |
| -------------------------- | -------------------------- | -------------------------- |
| 1                          | Oh My Girl                 | 11,572                     |
| 2                          | Mamamoo                    | 10,612                     |
| 3                          | Lovelyz                    | 10,504                     |
| 4                          | (G)I-DLE                   | 8,284                      |
| 5                          | Park Bom                   | 7,098                      |
| 6                          | AOA                        | 5,577                      |

| Vòng biểu diễn chung kết trực tiếp (Tập 10) | Vòng biểu diễn chung kết trực tiếp (Tập 10) | Vòng biểu diễn chung kết trực tiếp (Tập 10)                  | Vòng biểu diễn chung kết trực tiếp (Tập 10) | Vòng biểu diễn chung kết trực tiếp (Tập 10) |
| Thứ tự trình diễn                           | Nghệ sĩ                                     | Bài hát                                                      | Xếp hạng                                    | Chú thích                                   |
| ------------------------------------------- | ------------------------------------------- | ------------------------------------------------------------ | ------------------------------------------- | ------------------------------------------- |
| 1                                           | AOA                                         | Sorry                                                        | 4                                           | —                                           |
| 2                                           | Lovelyz                                     | Moonlight                                                    | 5                                           | —                                           |
| 3                                           | Park Bom                                    | Wanna Go Back (되돌릴 수 없는 돌아갈 수 없는 돌아갈 곳 없는) | 6                                           | —                                           |
| 4                                           | Oh My Girl                                  | Guerilla (게릴라)                                            | 2                                           | —                                           |
| 5                                           | (G)I-DLE                                    | Lion                                                         | 3                                           | —                                           |
| 6                                           | Mamamoo                                     | Destiny (우린 결국 다시 만날 운명이었지)                     | 1                                           | —                                           |

## Danh sách đĩa đơn

### Bài hát cover (phần 1)
| Được phát hành vào ngày 13 tháng 9 năm 2019 | Được phát hành vào ngày 13 tháng 9 năm 2019 | Được phát hành vào ngày 13 tháng 9 năm 2019         | Được phát hành vào ngày 13 tháng 9 năm 2019        | Được phát hành vào ngày 13 tháng 9 năm 2019 | Được phát hành vào ngày 13 tháng 9 năm 2019 |
| STT                                         | Nhan đề                                     | Phổ lời                                             | Phổ nhạc                                           | Nghệ sĩ                                     | Thời lượng                                  |
| ------------------------------------------- | ------------------------------------------- | --------------------------------------------------- | -------------------------------------------------- | ------------------------------------------- | ------------------------------------------- |
| 1.                                          | "Good Luck"                                 | Han Sung-ho Jang Yeon-jung Innovator Moonbyul Hwasa | Matthew Tishler Aaron Benward Felicia Barton [ m ] | Mamamoo                                     | 04:01                                       |
| 2.                                          | "Egotistic" (너나 해)                       | Kim Do-hoon Park Woo-sang Jimin                     | Kim Do-hoon Park Woo-sang [ n ]                    | AOA                                         | 03:34                                       |
| 3.                                          | "HANN (Alone)" (한(一))                     | Soyeon Cheetah                                      | Soyeon Yummy Tone [ o ]                            | Park Bom                                    | 03:46                                       |
| Tổng thời lượng:                            | Tổng thời lượng:                            | Tổng thời lượng:                                    | Tổng thời lượng:                                   | Tổng thời lượng:                            | 11:21                                       |

### Bài hát cover (phần 2)
| Được phát hành vào ngày 20 tháng 9 năm 2019 | Được phát hành vào ngày 20 tháng 9 năm 2019 | Được phát hành vào ngày 20 tháng 9 năm 2019 | Được phát hành vào ngày 20 tháng 9 năm 2019 | Được phát hành vào ngày 20 tháng 9 năm 2019 | Được phát hành vào ngày 20 tháng 9 năm 2019 |
| STT                                         | Nhan đề                                     | Phổ lời                                     | Phổ nhạc                                    | Nghệ sĩ                                     | Thời lượng                                  |
| ------------------------------------------- | ------------------------------------------- | ------------------------------------------- | ------------------------------------------- | ------------------------------------------- | ------------------------------------------- |
| 1.                                          | "Destiny" (나의 지구)                       | Jeon Gan-di Mimi                            | 1Piece [ p ]                                | Oh My Girl                                  | 03:50                                       |
| 2.                                          | "Sixth Sense"                               | Kim Eana Miryo                              | Lee Min-soo [ q ]                           | Lovelyz                                     | 04:17                                       |
| Tổng thời lượng:                            | Tổng thời lượng:                            | Tổng thời lượng:                            | Tổng thời lượng:                            | Tổng thời lượng:                            | 08:07                                       |

### Fan-dora's Box (phần 1)
| Được phát hành vào ngày 18 tháng 10 năm 2019 | Được phát hành vào ngày 18 tháng 10 năm 2019                            | Được phát hành vào ngày 18 tháng 10 năm 2019 | Được phát hành vào ngày 18 tháng 10 năm 2019 | Được phát hành vào ngày 18 tháng 10 năm 2019 | Được phát hành vào ngày 18 tháng 10 năm 2019 |
| STT                                          | Nhan đề                                                                 | Phổ lời                                      | Phổ nhạc                                     | Nghệ sĩ                                      | Thời lượng                                   |
| -------------------------------------------- | ----------------------------------------------------------------------- | -------------------------------------------- | -------------------------------------------- | -------------------------------------------- | -------------------------------------------- |
| 1.                                           | "Put It Straight (Nightmare Version)" (싫다고 말해 (Nightmare Version)) | Soyeon                                       | Soyeon [ r ]                                 | (G)I-DLE                                     | 4:16                                         |
| 2.                                           | "I Miss You"                                                            | Kim Do-hoon Hwang Yoo-bin Moonbyul           | Kim Do-hoon [ s ]                            | Mamamoo                                      | 4:23                                         |
| Tổng thời lượng:                             | Tổng thời lượng:                                                        | Tổng thời lượng:                             | Tổng thời lượng:                             | Tổng thời lượng:                             | 8:39                                         |

### Fan-dora's Box (phần 2)
| Được phát hành vào ngày 25 tháng 10 năm 2019 | Được phát hành vào ngày 25 tháng 10 năm 2019 | Được phát hành vào ngày 25 tháng 10 năm 2019 | Được phát hành vào ngày 25 tháng 10 năm 2019          | Được phát hành vào ngày 25 tháng 10 năm 2019 | Được phát hành vào ngày 25 tháng 10 năm 2019 |
| STT                                          | Nhan đề                                      | Phổ lời                                      | Phổ nhạc                                              | Nghệ sĩ                                      | Thời lượng                                   |
| -------------------------------------------- | -------------------------------------------- | -------------------------------------------- | ----------------------------------------------------- | -------------------------------------------- | -------------------------------------------- |
| 1.                                           | "Twilight"                                   | Seo Ji-eum Mimi                              | Command Freaks Onestar (Monotree) Krysta Youngs [ t ] | Oh My Girl                                   | 4:41                                         |
| 2.                                           | "Cameo (Musical Ver.)"                       | Shim Eun-ji The Kick Sound                   | Shim Eun-ji The Kick Sound [ u ]                      | Lovelyz                                      | 4:16                                         |
| 3.                                           | "Eyes, Nose, Lips" (눈, 코, 입)              | Teddy Taeyang                                | Teddy DEE.P (FUTURE BOUNCE) Rebecca Johnson [ v ]     | Park Bom                                     | 3:58                                         |
| Tổng thời lượng:                             | Tổng thời lượng:                             | Tổng thời lượng:                             | Tổng thời lượng:                                      | Tổng thời lượng:                             | 12:55                                        |

### Chung kết trực tiếp
| Được phát hành vào ngày 25 tháng 10 năm 2019 | Được phát hành vào ngày 25 tháng 10 năm 2019                   | Được phát hành vào ngày 25 tháng 10 năm 2019 | Được phát hành vào ngày 25 tháng 10 năm 2019       | Được phát hành vào ngày 25 tháng 10 năm 2019 | Được phát hành vào ngày 25 tháng 10 năm 2019 |
| STT                                          | Nhan đề                                                        | Phổ lời                                      | Phổ nhạc                                           | Nghệ sĩ                                      | Thời lượng                                   |
| -------------------------------------------- | -------------------------------------------------------------- | -------------------------------------------- | -------------------------------------------------- | -------------------------------------------- | -------------------------------------------- |
| 1.                                           | "Sorry"                                                        | Han Sung-ho Jimin Christopher                | Sebastian Thott Didrik Thott Brooke Williams [ w ] | AOA                                          | 3:39                                         |
| 2.                                           | "Moonlight"                                                    | Fuxxy Vincenzo Any Masingga Anna Timgren     | Fuxxy Vincenzo Any Masingga Anna Timgren [ x ]     | Lovelyz                                      | 3:26                                         |
| 3.                                           | "Wanna Go Back" (되돌릴 수 없는 돌아갈 수 없는 돌아갈 곳 없는) | Brave Brothers Chakun                        | Mozaix Brave Brothers Chakun [ y ]                 | Park Bom                                     | 3:37                                         |
| 4.                                           | "Guerilla" (게릴라)                                            | Seo Ji-eum Mimi                              | Steven Lee Joe Lawrence Caroline Gustavsson [ z ]  | Oh My Girl                                   | 3:47                                         |
| 5.                                           | "Lion"                                                         | Soyeon                                       | Soyeon Big Sancho (Yummy Tone) [ aa ]              | (G)I-DLE                                     | 3:30                                         |
| 6.                                           | "Destiny" (우린 결국 다시 만날 운명이었지)                     | Kim Do-hoon Park Woo-sang                    | Kim Do-hoon Park Woo-sang [ ab ]                   | Mamamoo                                      | 4:07                                         |
| Tổng thời lượng:                             | Tổng thời lượng:                                               | Tổng thời lượng:                             | Tổng thời lượng:                                   | Tổng thời lượng:                             | 22:06                                        |

### Bảng xếp hạng
| "Good Luck" (Mamamoo)                                                                                       | 2019 | —   | Queendom - Bài hát cover (phần 1)  | —     |
| "Egotistic" (너나 해) (AOA)                                                                                 | 2019 | 108 | Queendom - Bài hát cover (phần 1)  | [ 6 ] |
| "HANN (Alone)" (한(一)) (Park Bom)                                                                          | 2019 | —   | Queendom - Bài hát cover (phần 1)  | —     |
| "Destiny" (나의 지구) (Oh My Girl)                                                                          | 2019 | 70  | Queendom - Bài hát cover (phần 2)  | [ 7 ] |
| "Sixth Sense" (Lovelyz)                                                                                     | 2019 | —   | Queendom - Bài hát cover (phần 2)  | —     |
| "Put It Straight (Nightmare Version)" (싫다고 말해) ((G)I-DLE)                                              | 2019 | 199 | Queendom - Fan-dora's Box (phần 1) | [ 8 ] |
| "I Miss You" (Mamamoo)                                                                                      | 2019 | —   | Queendom - Fan-dora's Box (phần 1) | —     |
| "Twilight" (Oh My Girl)                                                                                     | 2019 | —   | Queendom - Fan-dora's Box (phần 2) | —     |
| "Cameo (Musical Ver.)" (Lovelyz)                                                                            | 2019 | —   | Queendom - Fan-dora's Box (phần 2) | —     |
| "Eyes, Nose, Lips" (눈, 코, 입) (Park Bom)                                                                  | 2019 | —   | Queendom - Fan-dora's Box (phần 2) | —     |
| "Sorry" (AOA)                                                                                               | 2019 | —   | Queendom - Chung kết trực tiếp     | —     |
| "Moonlight" (Lovelyz)                                                                                       | 2019 | —   | Queendom - Chung kết trực tiếp     | —     |
| "Wanna Go Back" (되돌릴 수 없는 돌아갈 수 없는 돌아갈 곳 없는) (Park Bom)                                   | 2019 | —   | Queendom - Chung kết trực tiếp     | —     |
| "Guerilla" (게릴라) (Oh My Girl)                                                                            | 2019 | 87  | Queendom - Chung kết trực tiếp     | [ 9 ] |
| "Lion" ((G)I-DLE)                                                                                           | 2019 | 19  | Queendom - Chung kết trực tiếp     | [ 9 ] |
| "Destiny" (우린 결국 다시 만날 운명이었지) (Mamamoo)                                                        | 2019 | 68  | Queendom - Chung kết trực tiếp     | [ 9 ] |
| "—" biểu thị rằng các bản phát hành này không có trong bảng xếp hạng hoặc không được phát hành ở khu vực đó |      |     |                                    |       |

## Tỉ suất người xem
Trong bảng xếp hạng dưới đây, tập có tỉ suất người xem cao nhất chương trình sẽ có màu đỏ và tập có tỉ suất người xem thấp nhất chương trình sẽ có màu xanh.
| Tập | Ngày phát sóng       | Tỉ suất người xem theo AGB Nielsen |
| --- | -------------------- | ---------------------------------- |
| 1   | 29 tháng 8 năm 2019  | 0.5%                               |
| 2   | 5 tháng 9 năm 2019   | 0.5%                               |
| 3   | 12 tháng 9 năm 2019  | 1.032%                             |
| 4   | 19 tháng 9 năm 2019  | 0.832%                             |
| 5   | 26 tháng 9 năm 2019  | 0.962%                             |
| 6   | 3 tháng 10 năm 2019  | 0.789%                             |
| 7   | 10 tháng 10 năm 2019 | 0.856%                             |
| 8   | 17 tháng 10 năm 2019 | 0.667%                             |
| 9   | 24 tháng 10 năm 2019 | 0.6%                               |
| 10  | 31 tháng 10 năm 2019 | 0.992%                             |